# オレクサンドル・ズブコフ
オレクサンドル・ズブコフ（Oleksandr Zubkov 、1996年8月3日 - ）は、ウクライナ・マキイフカ出身の同国代表プロサッカー選手。トラブゾンスポル所属。ポジションはMF。

## 経歴

### クラブ
出身地にほど近いFCオリンピク・ドネツィクでのプレーを経て、2011年にFCシャフタール・ドネツクのアカデミーに入団。2013年にクラブと最初のプロ契約を締結。2016年5月15日のFCゾリャ・ルハーンシク戦でトップチームデビューを果たした。
2018年8月31日、FCイリチヴェツ・マリウポリに期限付き移籍。
2019年春、ハンガリーのフェレンツヴァーロシュTCに期限付き移籍。シーズン終了後、フェレンツヴァーロシュTCに完全移籍。

### 代表
年代別ウクライナ代表では2015年にU-19欧州選手権に参加した。
2020年10月7日、フランス代表との親善試合でフル代表デビュー。2021年6月3日、北アイルランド代表との親善試合で代表初ゴールを決めた。

## タイトル
シャフタール・ドネツク
- ウクライナ・プレミアリーグ: 2016-17, 2017-18
- ウクライナ・カップ: 2015-2016, 2016-17, 2017-18
- ウクライナ・スーパーカップ: 2015, 2017

フェレンツヴァーロシュ
- ネムゼティ・バイノクシャーグI: 2019-20, 2020-21, 2021-22
- マジャル・クパ: 2021-22